# Astragalus ertterae
Astragalus ertterae är en ärtväxtart som beskrevs av Rupert Charles Barneby och James Robert Shevock. Astragalus ertterae ingår i släktet vedlar, och familjen ärtväxter. Inga underarter finns listade i Catalogue of Life.